# Olga Tass
Olga Tass-Lemhényi  (ur. 29 marca 1929 w Peczu, zm. 10 lipca 2020 w Budapeszcie) – węgierska gimnastyczka. Wielokrotna medalistka olimpijska.
Brała udział w czterech igrzyskach (IO 48, IO 52, IO 56, IO 60), na trzech zdobywała medale - łącznie sześć. Po pięć krążków sięgnęła w rywalizacji drużynowej, największy sukces osiągając na igrzyskach w 1956, kiedy Węgierki wygrały w ćwiczeniach drużynowych z przyborem. Indywidualnie  w 1956 była trzecia w skoku przez konia. W 1954 zdobyła dwa medale mistrzostw świata. Sięgnęła po srebro w drużynowym wieloboju oraz po złoto w ćwiczeniach – również drużynowych – z przyborem.
Jej mąż, waterpolista Dezső Lemhényi, również był medalistą olimpijskim.